# 科洛德尼察河 (德涅斯特河左支流)

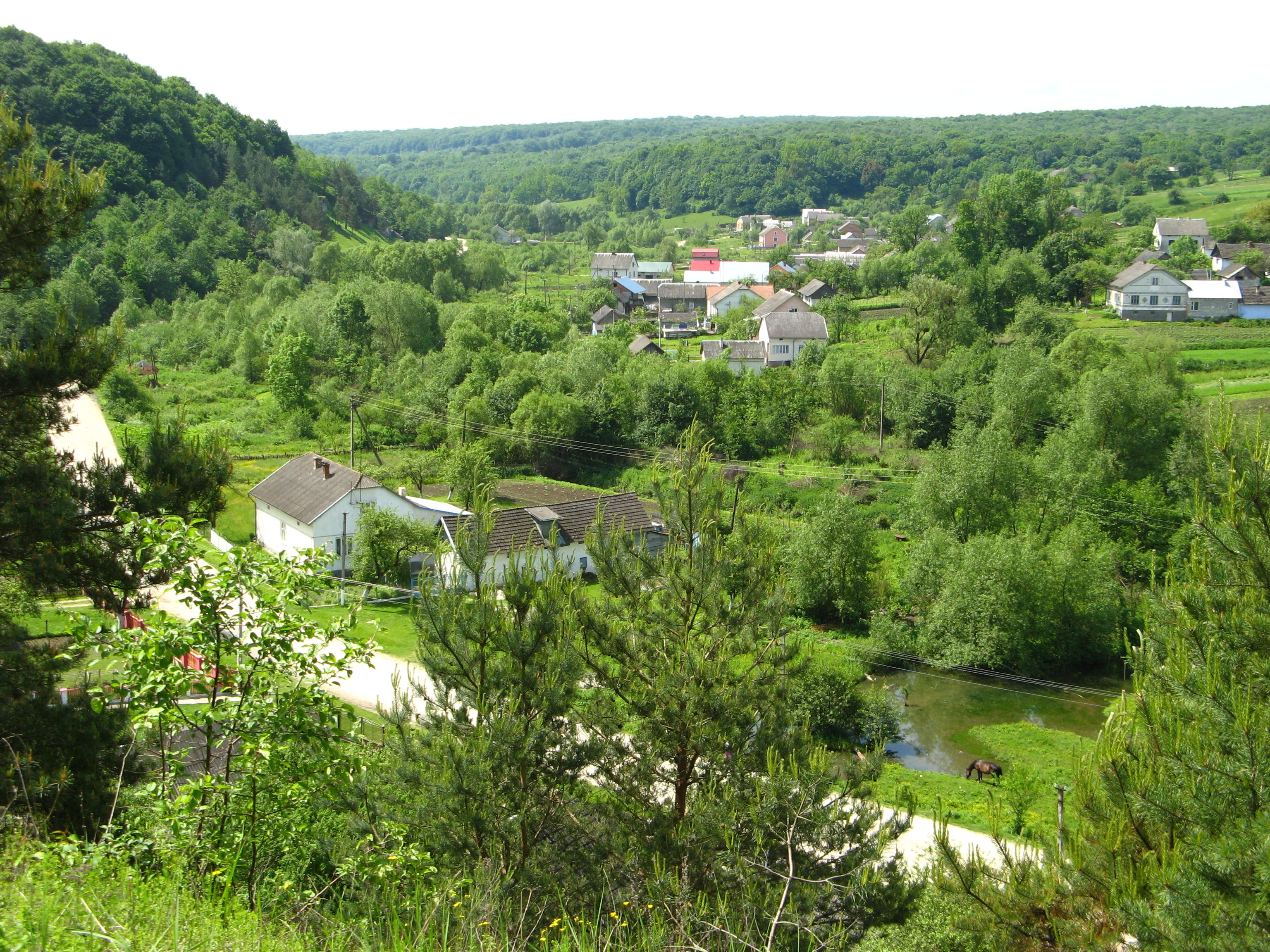

科洛德尼察河（烏克蘭語：Колодниця），是烏克蘭的河流，位於該國西部利沃夫州，屬於德涅斯特河的左支流，河道全長18公里，流域面積65平方公里，河水來自雨水和融雪。